# Blair Evans
Blair Evans (n. 3 aprilie 1991, Perth, Australia de Vest, Australia) este o înotătoare ce a reprezentat Australia, medaliată olimpică. A participat la 2 ediții ale Jocurilor Olimpice (2012, 2016) în care a câștigat două medalii de argint.